# Kimbolton (Ohio)
Kimbolton és una població del Comtat de Guernsey a l'estat d'Ohio dels Estats Units d'Amèrica.

## Demografia
Segons el cens dels Estats Units del 2000 Kimbolton tenia 190 habitants., 57 habitatges, i 44 famílies. La densitat de població era de 305,7 habitants/km².
Dels 57 habitatges en un 38,6% hi vivien nens de menys de 18 anys, en un 66,7% hi vivien parelles casades, en un 7% dones solteres, i en un 22,8% no eren unitats familiars. En el 22,8% dels habitatges hi vivien persones soles el 15,8% de les quals corresponia a persones de 65 anys o més que vivien soles. El nombre mitjà de persones vivint en cada habitatge era de 2,72 i el nombre mitjà de persones que vivien en cada família era de 3,2.
Per edats la població es repartia de la següent manera: un 24,2% tenia menys de 18 anys, un 8,4% entre 18 i 24, un 25,8% entre 25 i 44, un 16,3% de 45 a 60 i un 25,3% 65 anys o més.
L'edat mediana era de 40 anys. Per cada 100 dones de 18 o més anys hi havia 100 homes.
La renda mediana per habitatge era de 21.625 $ i la renda mediana per família de 23.750 $. Els homes tenien una renda mediana de 27.500 $ mentre que les dones 22.500 $. La renda per capita de la població era de 13.370 $. Aproximadament el 23,8% de les famílies i el 30,5% de la població estaven per davall del llindar de pobresa.

## Poblacions properes
El següent diagrama mostra les poblacions més properes.